# YARV
YARV (Yet another Ruby VM) ist ein Bytecode-Interpreter für die Programmiersprache Ruby. Er wurde von Koichi Sasada entwickelt und sollte die schnellste Virtuelle Maschine für Ruby in der Welt werden. Nachdem er den von Matz erstellten Interpreter (MRI, Matz's Ruby Interpreter) am 26. Dezember 2007 abgelöst hat, ist YARV, auch KRI (Koichi’s Ruby Interpreter) genannt, seit der Ruby-Version 1.9 der offizielle Ruby-Interpreter. Nach außen hin hat sich an Ruby durch die Ablösung nichts verändert, aber intern funktionieren viele Vorgänge anders.